# 큰거문고새
큰거문고새 또는 금조(琴鳥, Menura novaehollandiae)는 꿩류만한 참새목 금조과의 사육조이자 명금류이다. 금조과 또는 거문고새과(Menuridae)에 딸린 새이다. 약 100cm의 길이를 지녔으며 윗몸이 갈색에 아래가 회갈빛을 낸다. 날개가 둥글고 다리가 강한 편이다. 모든 명금류 가운데 가장 긴 편이며 세 번째로 가장 무겁다.
이 새는 오스트레일리아 10센트 동전의 뒷면에 그림으로 장식되어 있다.

## 같이 보기
- 금조류